# Florence Deshon

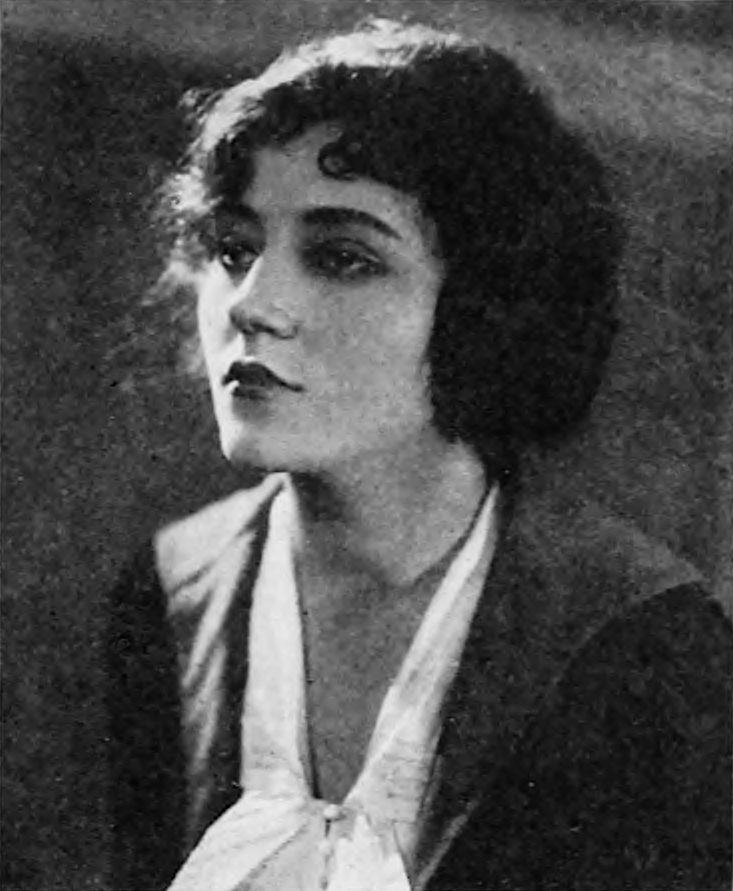
Escena de Duds (1920), con Florence Deshon

Florence Deshon (19 de julio de 1893 – 4 de febrero de 1922) fue una actriz teatral y cinematográfica de estadounidense, activa en la época del cine mudo.

## Biografía

### Carrera
Su verdadero nombre era Florence Danks, y nació en Tacoma, Washington, siendo sus padres Samuel Danks y Flora Caroline Spatzer, de ascendencia inglesa y austriaca respectivamente. Él era músico y ella pianista. Vivió en el estado de Washington con sus padres y su hermano mayor Walter, hasta que la familia se mudó a Nueva York hacia 1900, mientras sus padres se dedicaban a la música. En 1913 conoció en Greenwich Village al escritor Max Eastman, y finalmente comenzaron una relación. Deshon actuó en más de veinte filmes a partir de 1915, siendo el primero The Beloved Vagabond. En 1919 se trasladó a Los Ángeles, cuando Samuel Goldwyn le ofreció trabajo en su estudio. Rodó películas para Vitagraph hasta el año 1921. Su último papel fue el de Sally McTurk en The Roof Tree, film dirigido por John Francis Dillon. 
En diciembre de ese año viajó a Nueva York desde Los Ángeles, California, con su madre, esperando continuar con sus actuaciones en dicha ciudad.

### Muerte
El 4 de febrero de 1922, Deshon fue hallada inconsciente en el tercer piso de su edificio en Nueva York. Había una ventana abierta en su dormitorio, pero el gas de iluminación fluía desde una espita abierta. La actriz fue encontrada por una periodista, Minnie Morris. Fue llevada en ambulancia al St. Vincent's Hospital, pero no puedo hacerse nada por ella, falleciendo la tarde siguiente. Tenía 28 años de edad. Se concluyó que la muerte fue accidental. Sin embargo, persistieron rumores entre sus allegados de que se trataba de un suicidio. La noticia de su muerte se vio eclipsada por la de William Desmond Taylor, ocurrida tres días antes.

## Teatro
- The Sunshine Girl, de Paul A. Rubens y Cecil Raleigh  (Broadway, 3 de febrero de 1913)
- Seven Chances, de Roi Cooper Megrue (Broadway, 8 de agosto de 1916)

## Filmografía
- The Beloved Vagabond, de Edward José (1915)
- The Ruling Passion, de James C. McKay (1916)
- Jaffery, de George Irving (1916)
- The Judgement House, de James Stuart Blackton (1917)
- The Auction Block, de Laurence Trimble (1917)
- The Other Man, de Paul Scardon (1918)
- The Desired Woman, de Paul Scardon (1918)
- A Bachelor's Children, de Paul Scardon (1918)
- Just a Woman, de Julius Steger (1918)
- The Golden Goal, de Paul Scardon (1918)
- The Girl and the Graft, de William P.S. Earle (1918)
- One Thousand Dollars, de Kenneth S. Webb (1918)
- Love Watches, de Henry Houry (1918)
- The Clutch of Circumstance, de Henry Houry (1918)
- The Cambric Mask, de Tom Terriss (1919)
- The Loves of Letty, de Frank Lloyd (1919)
- The Cup of Fury, de T. Hayes Hunter (1920)
- Duds, de Thomas R. Mills (1920)
- Dangerous Days, de Reginald Barker (1920)
- Dollars and Sense, de Harry Beaumont (1920)
- The Twins of Suffering Creek, de Scott R. Dunlap y William A. Wellman (1920)
- Deep Waters, de Maurice Tourneur (1920)
- Curtain, de James Young (1920)
- The Roof Tree, de John Francis Dillon (1921)